# Mōri Kanbei
Mōri Kambei (毛利 勘兵衛?), también llamado Mōri Shigeyoshi (毛利 重能?), fue un matemático japonés de principios del período Edo.
En sus primeros años estudió aritmética en China. Luego de su regreso a Japón empezó una escuela y escribió varios libros de matemáticas que influyeron mucho. Principalmente trataban de aritmética y el uso del soroban, el ábaco japonés. Uno de sus estudiantes fue Yoshida Mitsuyoshi, autor del Jinkōki.

## Vida y trabajo
Algunas fuentes del siglo XVI sugieren que Mōri estudió en China, pero tales afirmaciones no son concluyentes o son rechazadas por los historiadores. Lo que se sabe con certeza es que fundó una escuela en Kioto y escribió varios libros influyentes y ampliamente discutidos que trataban de la aritmética y el uso del ábaco.
Uno de sus estudiantes fue Yoshida Mitsuyoshi, el autor del Jinkōki el texto matemático japonés más antiguo existente.